# 云阳镇 (南召县)
云阳镇，是中华人民共和国河南省南阳市南召县下辖的一个乡镇级行政单位。

## 行政区划
云阳镇下辖以下地区：
南召店社区、小关社区、大关社区、老城社区、西关社区、云钢厂社区、西花园村、东花园村、杨西村、李楼村、西坪村、官山村、陈沟村、狮子坟村、下扁村、白行庄村、大袁村、山头村、铁佛寺村、当中庄村、朱坪村、杨岗村、老庙村、唐庄村和鹿鸣山村。

## 中国传统村落
2013年8月，老城村被评为第二批中国传统村落。